# Bill Varner
William Joseph „Bill“ Varner (* 1. August 1960 in Pittsburgh) ist ein ehemaliger US-amerikanisch-belgischer Basketballspieler.

## Werdegang
Nach seiner Studentenzeit an der Notre Dame University, für deren Hochschulmannschaft Varner spielte, sicherten sich die Milwaukee Bucks im NBA-Draftverfahren 1983 die Rechte an dem Flügelspieler, in der NBA spielte er jedoch nie. Varner begann seine Laufbahn als Berufsbasketballspieler in seinem Heimatland in der Continental Basketball Association, ehe er zu PAOK Thessaloniki nach Griechenland wechselte.
Seine größten Erfolge (belgischer Meister und Pokalsieger in den Jahren 1993 und 1994) feierte Varner als Mitglied von Racing Basket Mechelen. In Frankreich wurde er als bester ausländischer Spieler der Saison 1986/87 ausgezeichnet. Im März 2000 erhielt Varner die belgische Staatsangehörigkeit.